# Herz-Jesu-Kirche (Graz)

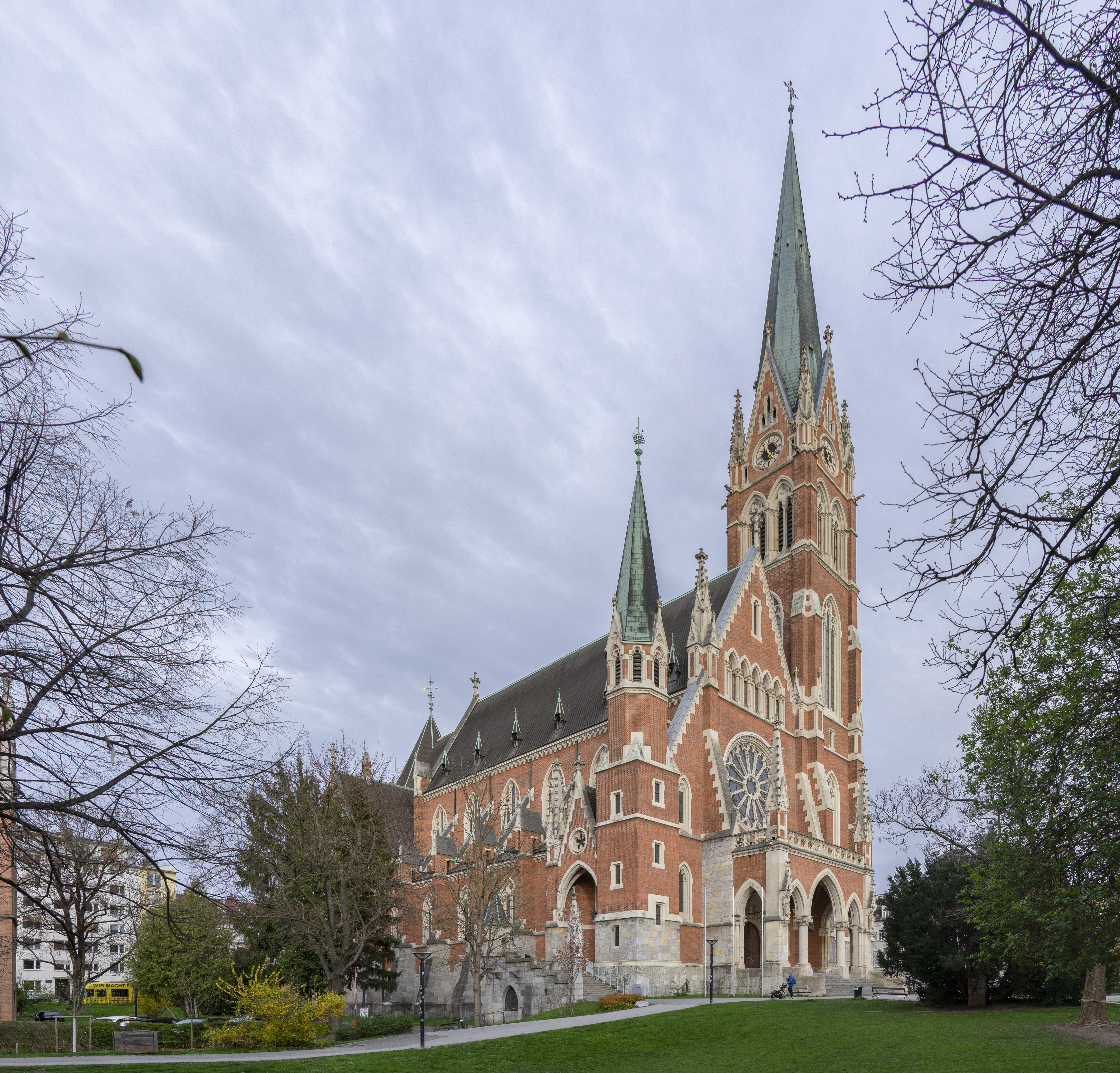
Herz-Jesu-Kirche Graz

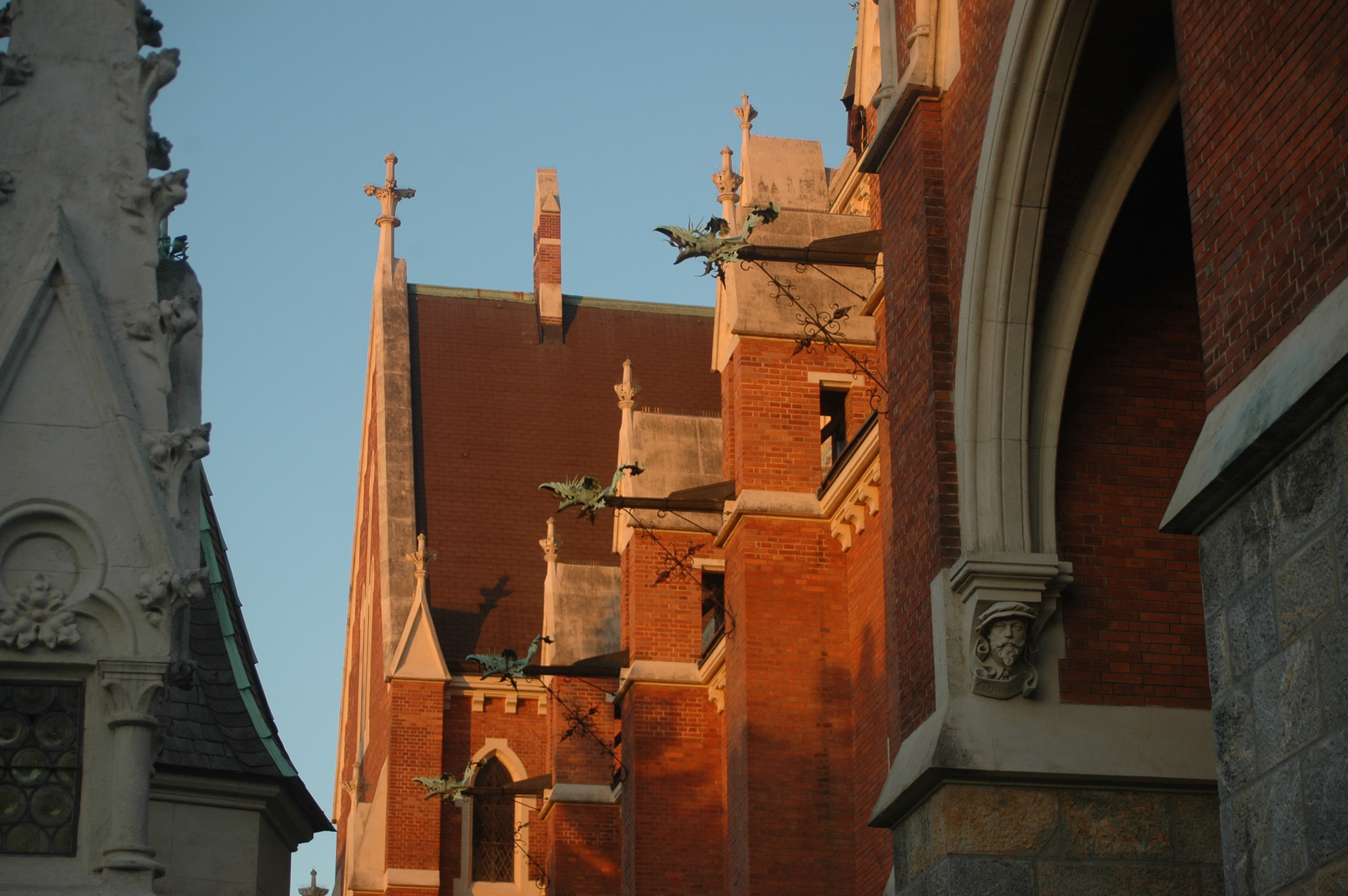
Herz-Jesu-Kirche Graz, Nord-West-Seite

Die Herz-Jesu-Kirche (ⓘ) bzw. Pfarrkirche Graz-Herz Jesu ist eine im neugotischen Backsteinstil erbaute römisch-katholische Kirche im 2. Grazer Bezirk St. Leonhard. Das 1881–1887 erbaute Gebäude hat den dritthöchsten Kirchturm Österreichs und zählt zu den bedeutendsten Bauten des Historismus in der Steiermark. Das Gebäude steht unter Denkmalschutz (Listeneintrag).

## Baugeschichte
Im Jahr 1875 rief der aus Südtirol stammende Fürstbischof Johann Baptist Zwerger, ein großer Herz-Jesu-Verehrer, erstmals zum Bau einer Herz-Jesu-Kirche für Graz auf. Die Kirche sollte ein Pfarrzentrum für das damals rasch wachsende Gründerzeitviertel im heutigen Bezirk St. Leonhard werden und gleichzeitig ein bedeutendes Denkmal der Herz-Jesu-Verehrung darstellen.
Nach langen Diskussionen über den Baustil (der Bau einer Kirche nach Art der Wiener Votivkirche musste aus Kostengründen verworfen werden) wurde schließlich der aus Graz stammende Georg von Hauberrisser, Architekt des Münchner Rathauses, mit der Errichtung der Kirche im neugotischen Backsteinstil nach Art der norddeutschen Kirchen im Stil der Backsteingotik beauftragt. Die Grundsteinlegung erfolgt 1881, im Jahr 1885 wurde Dachgleiche gefeiert und 1887 der hohe Turm fertiggestellt. Am 5. Juni 1891 wurde die Kirche geweiht, aber erst am 10. Oktober 1902 zur Pfarrkirche erhoben. In den Jahren 2004 und 2005 wurde eine umfassende Außenrestaurierung durchgeführt (siehe Weblinks).

## Außen
Die Kirche und der im gleichen Stil errichtete Pfarrhof sind von einem Park umgeben und sichtbar von den Idealen der Romantik beeinflusst. Um trotz des tiefliegenden Bauplatzes ein monumentales Erscheinungsbild zu erreichen, wurde die Kirche zweigeschoßig in Form einer Unterkirche, die sich in Arkaden zum Park öffnet, und einer darüberliegenden Oberkirche errichtet. Der Südwestturm der nicht exakt geosteten Kirche ist mit 109,6 m der dritthöchste Kirchturm Österreichs, nach den Türmen des Wiener Stephansdoms und des Mariä-Empfängnis-Doms in Linz.

## Oberkirche
Um möglichst vielen Personen freie Sicht auf den Altarraum zu bieten, wurde die Kirche als gerichtete Wegkirche mit Seitenkapellen, stützenfreiem Innenraum und in die Hochschiffwände integrierten Pfeilern erbaut. Das strenge Erscheinungsbild des großen freien Innenraums wird durch farbige Fenster und Wandfresken aufgelockert. Der innen vorherrschende einheitliche Gesamteindruck ist der Tatsache zu verdanken, dass Hauberrisser jedes noch so kleine Detail selbst gestaltet hat und die originale Ausstattung vollständig erhalten geblieben ist.

### Altarzone

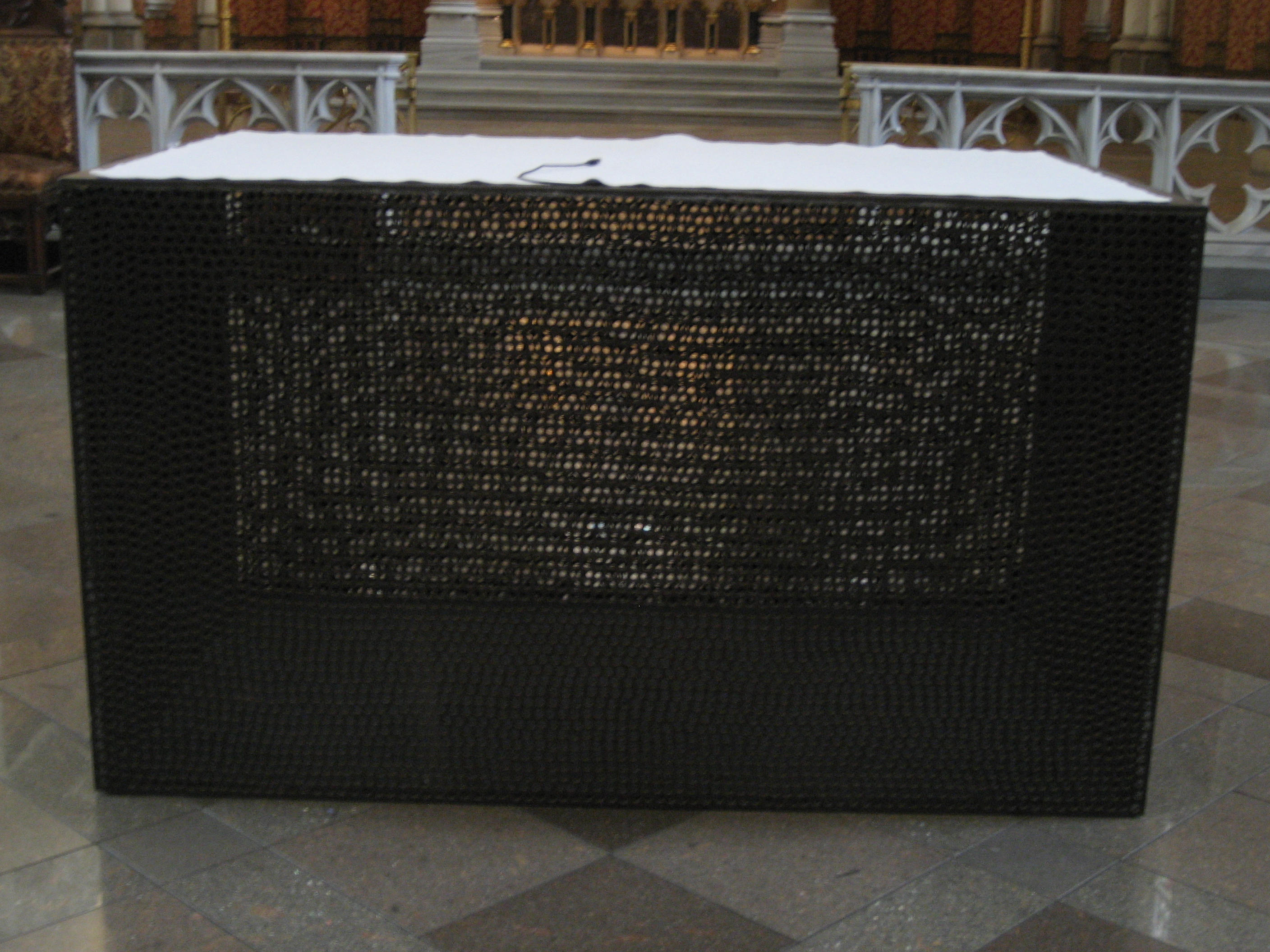
Der neue, von Gustav Troger gestaltete Altar

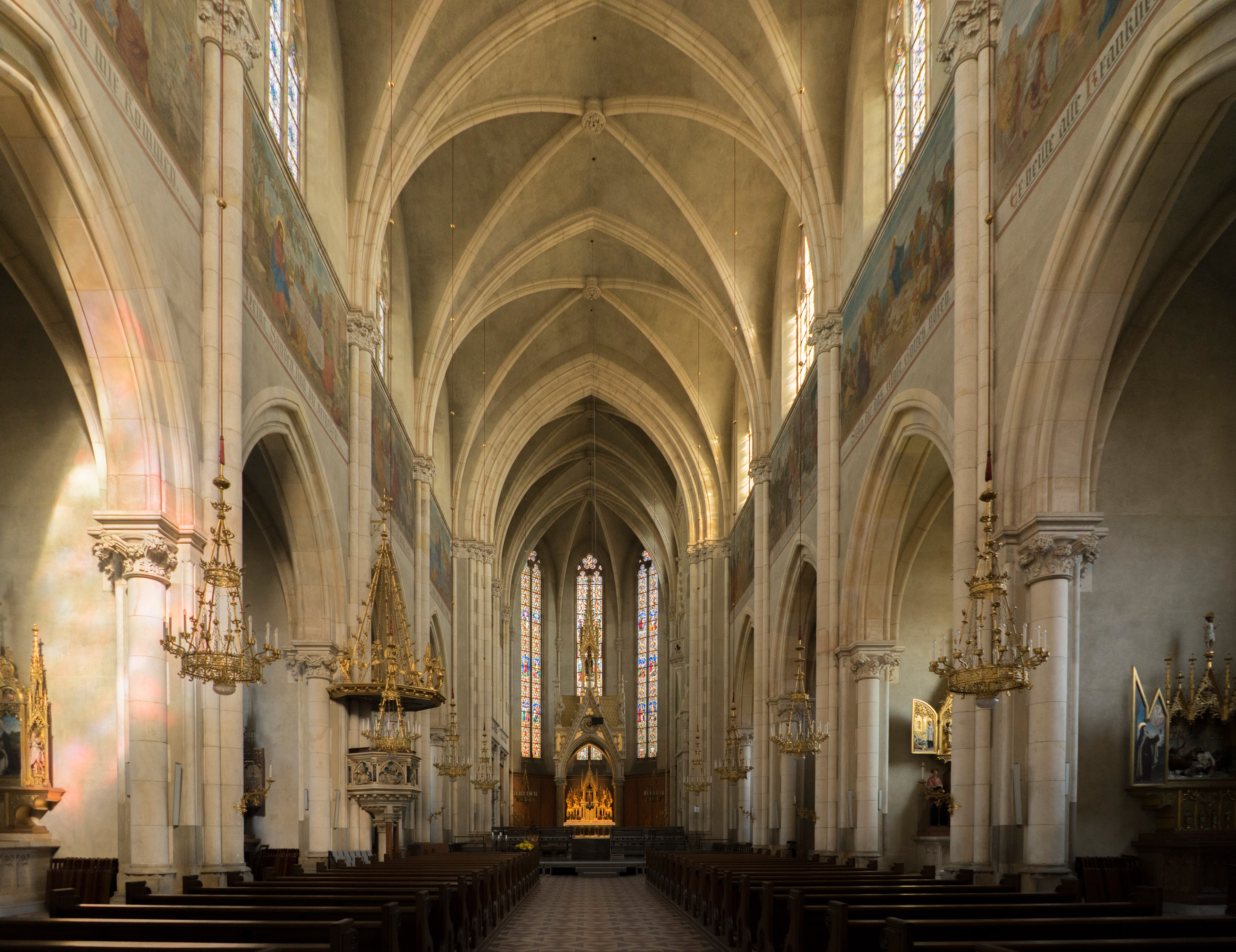
Blick durchs Langhaus nach vorne

Durch eine breite Stufenanlage wird der Sockel eines großen Spitzbogens am Übergang zum Presbyterium gebildet. Durch ein höheres Fußbodenniveau als im Schiff und durch ein wenig abweichende Materialwahl wird die Altarzone hervorgehoben.
Im Zuge der Vorbereitung auf die Hundertjahrfeier der Kirche im Jahr 1991 kam es zu einer Neugestaltung der Altarzone der Kirche. Im Sinn der Liturgiereformen des Zweiten Vatikanischen Konzils wurde, um den ursprünglichen Hochaltar unverändert erhalten zu können, ein kleinerer zusätzlicher Altar auf einem vorgelagerten, vom Architekten Heinrich Tritthart entworfenen Podium errichtet. Dieser sogenannte Volksaltar wurde nach einem Entwurf des steierischen Künstler Gustav Troger angefertigt, so wie auch ein neuer Ambo und gläserne Kerzenleuchter.
Der ursprüngliche, dem Herzen Jesu geweihte Hochaltar ist als Baldachinaltar gestaltet. Im vorderen Giebelfeld des Altarbaldachins ist ein von einer Dornkrone umwundenes Herz zu sehen, und ein durchbrochener Dachaufsatz birgt die Statue des auferstandenen, auf sein geöffnetes Herz weisenden Erlösers.

### Seitenkapellen

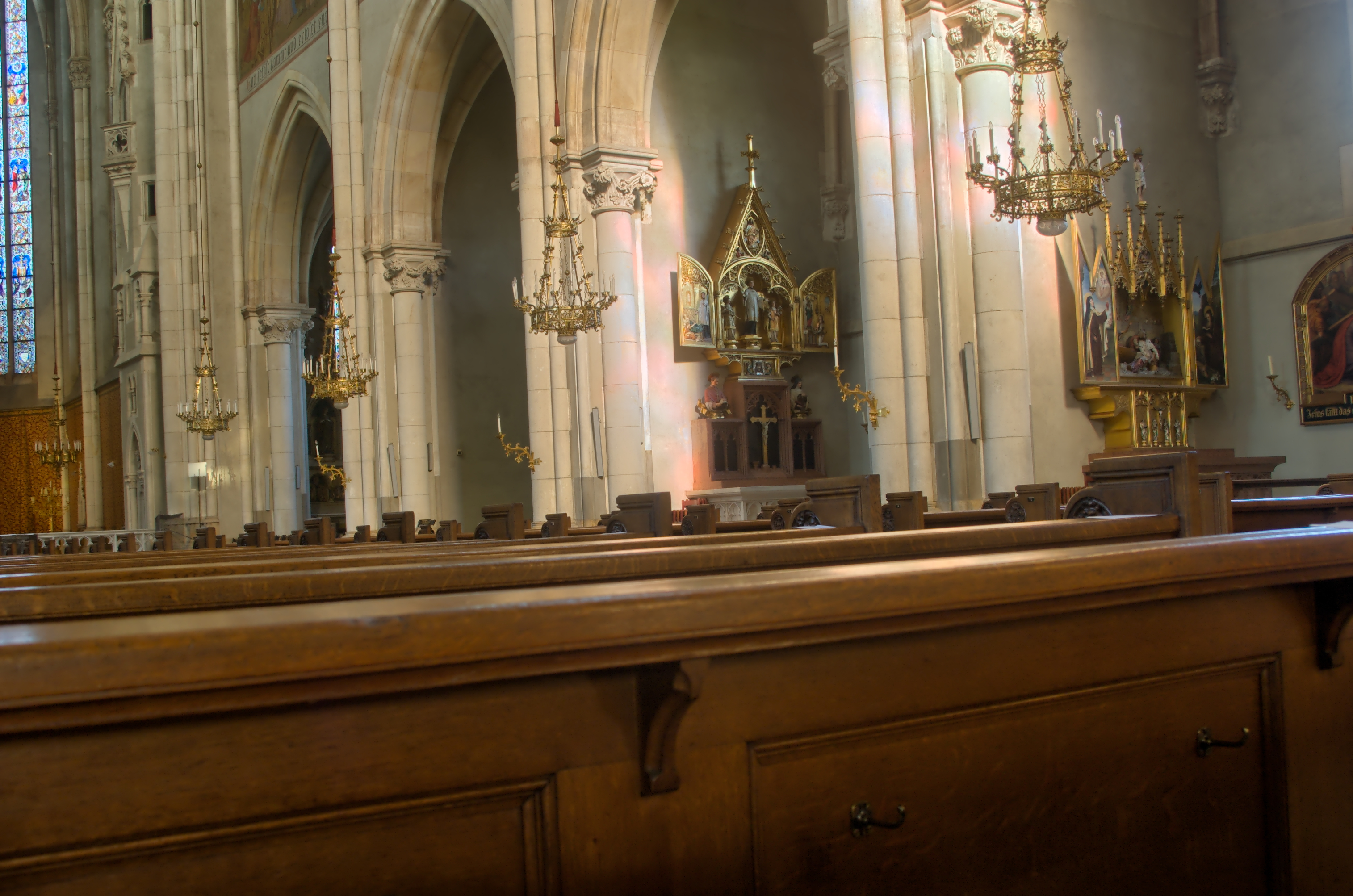
Seitenkapellen auf der Süd-Ost-Wand

An beiden Seiten des Hauptschiffs befinden sich insgesamt zehn Kapellen mit Retabelaltären und Wandgemälden.
Von vorne nach hinten:
| Links                               | Rechts                                      |
| ----------------------------------- | ------------------------------------------- |
| Josefskapelle                       | Marienkapelle (in einer Apsis mit Fenstern) |
| Franz-Xaver-Kapelle (Kanzelaufgang) | – (Seiteneingang halbvorne)                 |
| Barbarakapelle                      | Aloisiuskapelle                             |
| Annakapelle                         | Nepomukkapelle ("St. Johannes Nep.")        |
| Kreuzkapelle                        | Antoniuskapelle                             |
| – (Seiteneingang hinten)            | Taufkapelle                                 |

### Wandgemälde
Auf Wunsch des Architekten Hauberrisser wurde der Wiener Genre- und Historienmaler Karl Karger mit der Herstellung der Wandgemälde beauftragt. Karger schuf daraufhin Kartons, nach denen seine Schüler Johann Lukesch und Max Goldfeld die Gemälde 1886–1906 ausführten. Die 12 Wandbilder an den Seiten des Hauptschiffs und an der nördlichen Presbyteriumswand bilden einen geschlossenen Zyklus, der vorne rechts mit der Anbetung Christi durch Hirten und Könige beginnt und mit der Kreuzigung Christi endet. Jedem Bild ist ein erklärendes Bibelzitat beigefügt.

### Kreuzweg
Die 14 auf Kupferplatten gemalten Kreuzwegbilder, die sich an den Außenwänden der Seitenkapellen befinden, wurden vom Wiener Maler Josef Kastner gestaltet.

### Kanzel
Die sechseckige Kanzel ruht auf einer stärkeren Mittelsäule und sieben schlanken Säulen, die auch die Treppe tragen. In den Feldern der Kanzelbrüstung sind Reliefbüsten der vier Evangelisten zu sehen, an den sechs Ecken des achteckförmigen Schalldeckels stehen Engel mit einem Spruchband (Discite a me, quia mitis sum et humilis corde – ‚Lernt von mir, denn ich bin sanftmütig und demütig von Herzen‘, Mt 11,29), und an der Unterseite des Schalldeckels ist die Taube als Symbol des Heiligen Geistes dargestellt.

### Fenster
Die Glasfenster der Herz-Jesu-Kirche stellen eines von wenigen komplett erhaltenen Ensembles neugotischer Glaskunst in Österreich dar.
Von den nach Entwürfen Hauberrissers gestalteten Fenstern entstanden die figuralen Kunstverglasungen in der Glasmalereianstalt Neuhauser in Innsbruck, die einfacheren Verglasungen teilweise in Graz. Auf den figuralen Fenstern sind wesentliche Inhalte christlicher Glaubenslehre dargestellt, etwa die Dreifaltigkeit sowie die Heiligen und der auferstandene Christus.

### Orgel

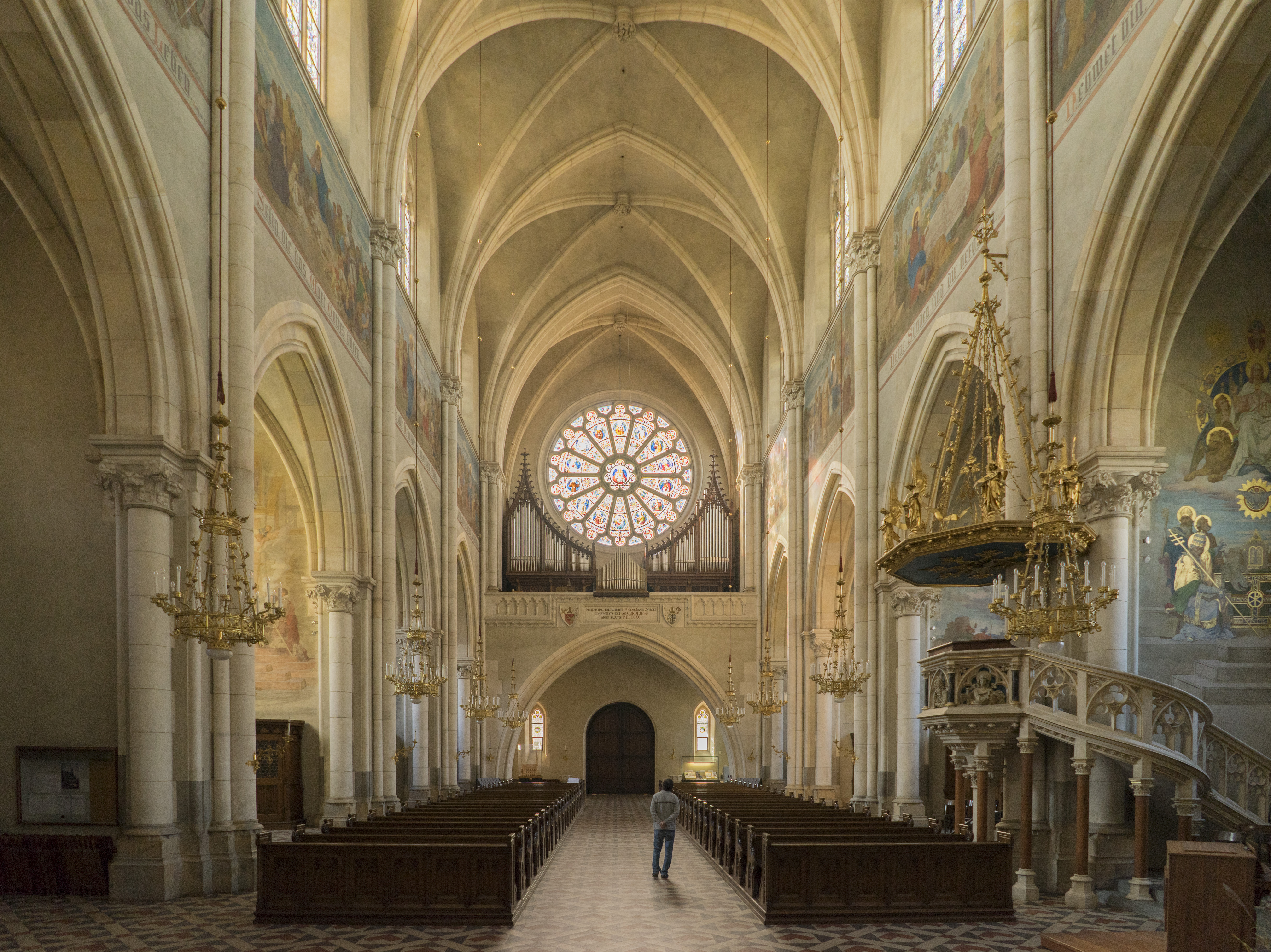
Blick durchs Langhaus zur Orgel

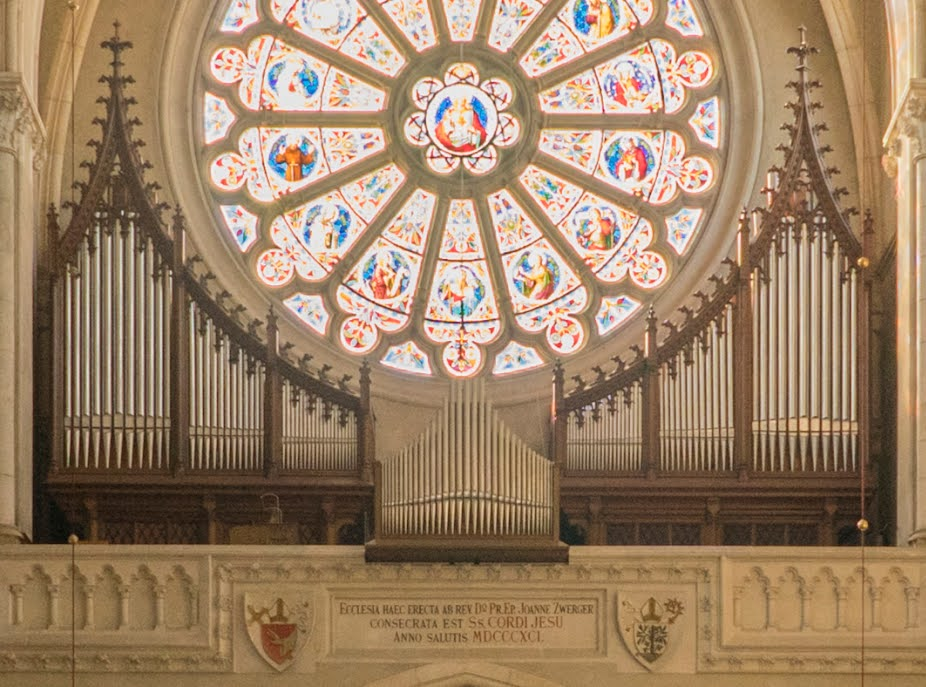
Orgelprospekt

Die Orgel wurde 1889 bis 1891 von der Orgelbaufirma E. F. Walcker & Cie. erbaut. Das Instrument hatte zunächst 36 Register auf zwei Manualen und Pedal mit pneumatischen Trakturen. 1941 erweiterte Walcker das Instrument um ein drittes Manualwerk (Rückpositiv) und stellte die pneumatische Traktur auf elektro-pneumatischen Betrieb um. 1991 wurde das Instrument durch die Erbauerfirma generalsaniert. Es hat heute 51 Register auf drei Manualen und Pedal. 2014 fand auf Initiative des jährlich an der Orgel stattfindenden Orgelfrühlings eine Generalsanierung durch die Firma Rieger statt.
| I Hauptwerk C–g3 |                        |       |
| 1.               | Principal              | 16’   |
| 2.               | Principal              | 8’    |
| 3.               | Oktave                 | 8’    |
| 4.               | Gemshorn               | 8’    |
| 5.               | Bourdon                | 8’    |
| 6.               | Salicional             | 8’    |
| 7.               | Quintatön              | 8’    |
| 8.               | Oktave                 | 4’    |
| 9.               | Gemshorn               | 4’    |
| 10.              | Rohrflöte              | 4’    |
| 11.              | Quinte                 | 2 ⁄3′ |
|                  | Principal (aus Nr. 12) | 2’    |
| 12.              | Mixtur Major VI        |       |
| 13.              | Mixtur Minor IV        |       |
| 14.              | Trompete               | 8’    |
| 15.              | Clairon                | 4’    |

| II Rückpositiv C–g3 |                 |       |
| 16.                 | Grobgedackt     | 8’    |
| 17.                 | Ital. Principal | 4’    |
| 18.                 | Nachthorn       | 4’    |
| 19.                 | Principal       | 2’    |
| 20.                 | Sesquialter II  | 2 ⁄3′ |
| 21.                 | Larigot         | 1 ⁄3′ |
| 22.                 | Scharf V        |       |
| 23.                 | Krummhorn       | 8’    |
|                     | Tremulant       |       |

| III Schwellwerk C–g3 |                 |        |
| 24.                  | Quintatön       | 16’    |
| 25.                  | Flötenprincipal | 8’     |
| 26.                  | Konzertflöte    | 8’     |
| 27.                  | Aeoline         | 8’     |
| 28.                  | Voix Celeste    | 8’     |
| 29.                  | Nachthorn       | 8’     |
| 30.                  | Oktave          | 4’     |
| 31.                  | Traversflöte    | 4’     |
| 32.                  | Blockflöte      | 4’     |
| 33.                  | Schwiegel       | 2’     |
| 34.                  | Terz            | 1 3⁄5′ |
| 35.                  | Quinte          | 1 ⁄3′  |
| 36.                  | Sifflöte        | 1’     |
| 37.                  | Cymbel III      |        |
| 38.                  | Mixtur V        |        |
| 39.                  | Dulcian         | 16’    |
| 40.                  | Trompete        | 8’     |
| 41.                  | Schalmey        | 4’     |
|                      | Tremulant       |        |

| Pedalwerk C–f1 |                         |     |
| 42.            | Untersatz               | 32’ |
| 43.            | Principal               | 16’ |
| 44.            | Offenbass               | 16’ |
| 45.            | Subbass                 | 16’ |
| 46.            | Gedackt                 | 16’ |
| 47.            | Oktavbass               | 8’  |
| 48.            | Flötenbass              | 8’  |
| 49.            | Choralbass              | 4’  |
| 50.            | Mixtur V                |     |
| 51.            | Posaunenbass            | 16’ |
|                | Dulcianbass (= Nr. 39)  | 16’ |
|                | Basstrompete (= Nr. 40) | 8’  |
|                | Oboe (= Nr. 41)         | 4’  |

- Koppeln: II/I, III/I (auch als Sub- und Superoktavkoppel), III/II, III/III (Sub- und Superoktavkoppel), I/P, II/P, III/P (auch als Superoktavkoppel)

### Glocken
Im Ersten Weltkrieg wurden alle Bronzeglocken als Kriegsmaterial demontiert, neue im Zweiten Weltkrieg nochmals. Nur die kleinste blieb dann erhalten. In Folge wurden Glocken aus Stahl eingebaut, aus Kostengründen und weil zu erwarten ist, dass sie sicherer erhalten bleiben.
Das heutige Geläute besteht aus insgesamt fünf Glocken. Die vier großen wurden im Jahre 1955 in der Gussstahlfabrik des Bochumer Vereins in der sogenannten „Rippe V7“ gegossen. Die kleine Glocke entstammt der Glockengießerei Grassmayr aus Innsbruck aus dem Jahr 1928 und ist der letzte Überrest des ehemaligen Zwischenkriegsgeläutes. Im Zusammenklang darf das Geläute ohne weiteres als eines der schönsten in der steirischen Landeshauptstadt bezeichnet werden. Die große Glocke läutet zum Gedenken der Sterbestunde Jesu Christi sowie zu den hohen Feiertagen. Die kleine Glocke dient als Totenglöcklein.
| Nr. | Name            | Gießer                    | Gussjahr | Nominal |
| --- | --------------- | ------------------------- | -------- | ------- |
| 1.  | Herz-Jesuglocke | Bochumer Verein           | 1955     | h0      |
| 2.  | Marienglocke    | Bochumer Verein           | 1955     | d1      |
| 3.  | Josefsglocke    | Bochumer Verein           | 1955     | e1      |
| 4.  | Heldenglocke    | Bochumer Verein           | 1955     | g1      |
| 5.  | Aloisiusglocke  | Glockengießerei Grassmayr | 1928     | h1      |

## Unterkirche

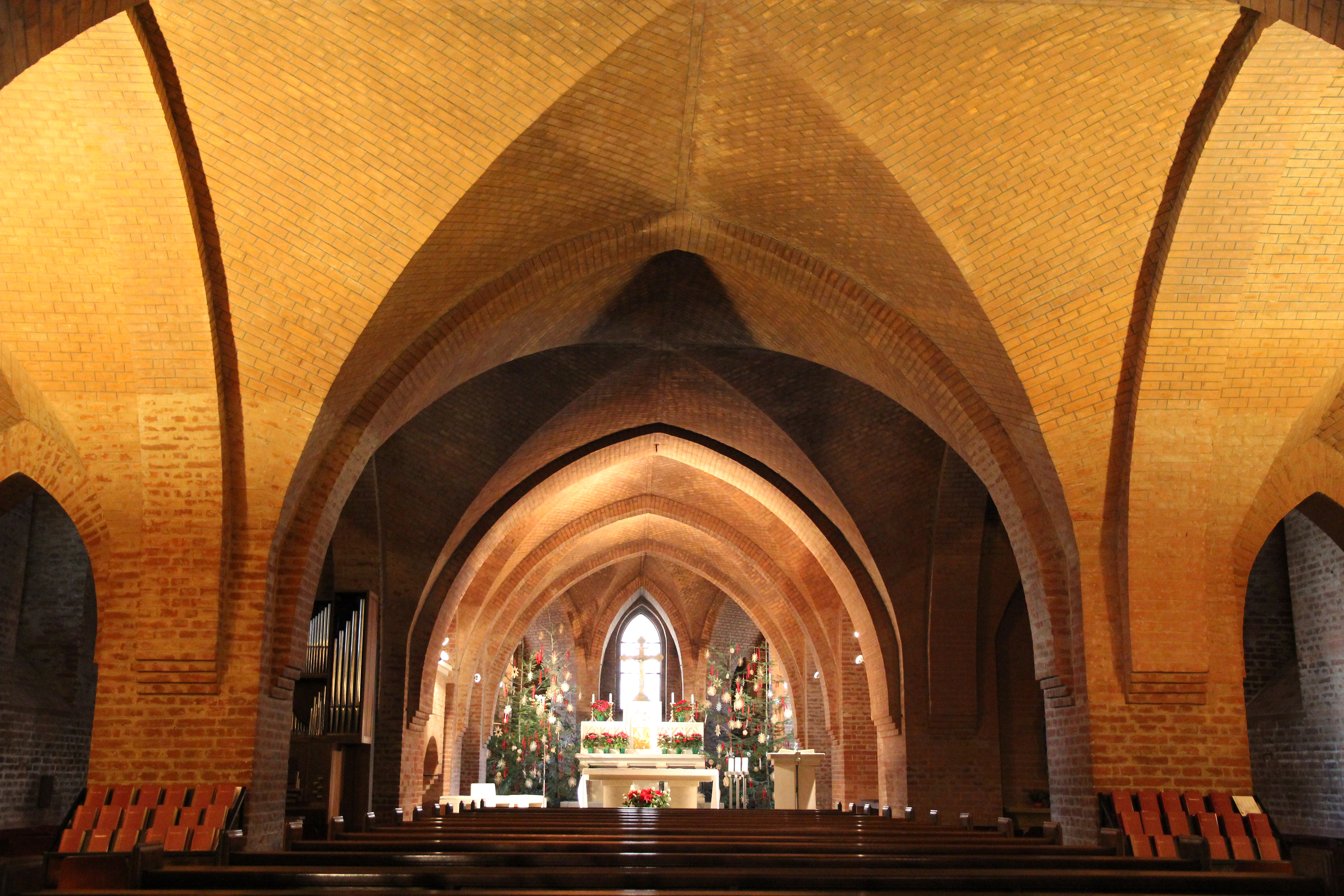
Altar und Gewölbe der Unterkirche

Die Unterkirche ist den armen Seelen geweiht. Diese dreischiffige Anlage kann über eine breite Stiegenhalle erreicht werden und ruft durch die natürlich belassene Ziegelstruktur der Pfeiler einen starken Eindruck hervor. Auf drei figuralen Chorschlussfenstern sind Christus, Maria und Johannes der Täufer zu sehen. Der ursprüngliche Altar der Unterkirche befindet sich direkt unter dem Hochaltar der Oberkirche und ist ein schlichter Retabelaltar mit reliefierten Darstellungen der „armen Seelen“. Auch in der Unterkirche wurde eine neue Altarzone errichtet, um hier im Winter die Gottesdienste zu feiern. Die Neugestaltung der Altarzone erfolgte nach Plänen des Architekten Heinrich Tritthart.
Für Friedrich Achleitner sind die gemauerten Bögen in ihrer elementaren Schlichtheit und ihres strukturellen Purismus ein Element, das weit über den Historismus hinaus ins 20. Jahrhundert verweist.
Grab Bischof Zwergers
Das Hauptwerk des Bildhauers Hans Brandstetter, der den Großteil der skulpturalen Ausstattung der Kirche schuf, ist das Grabmonument für Fürstbischof Zwerger. Das in Form einer mittelalterlichen Tumba gestaltete Monument aus weißem Carraramarmor zeigt ein lebensgroßes Porträtrelief des Bischofs, der nach seinem Tod 1893 hier in der Unterkirche bestattet wurde.
Nutzung während kaltem Jahresdrittel
Messen werden heute (Stand 2023) spätestens ab dem 1. Adventsonntag in der leichter beheizbaren Unterkirche gefeiert. Mit Palmsonntag übersiedelt man wieder in die Oberkirche.

## Maße

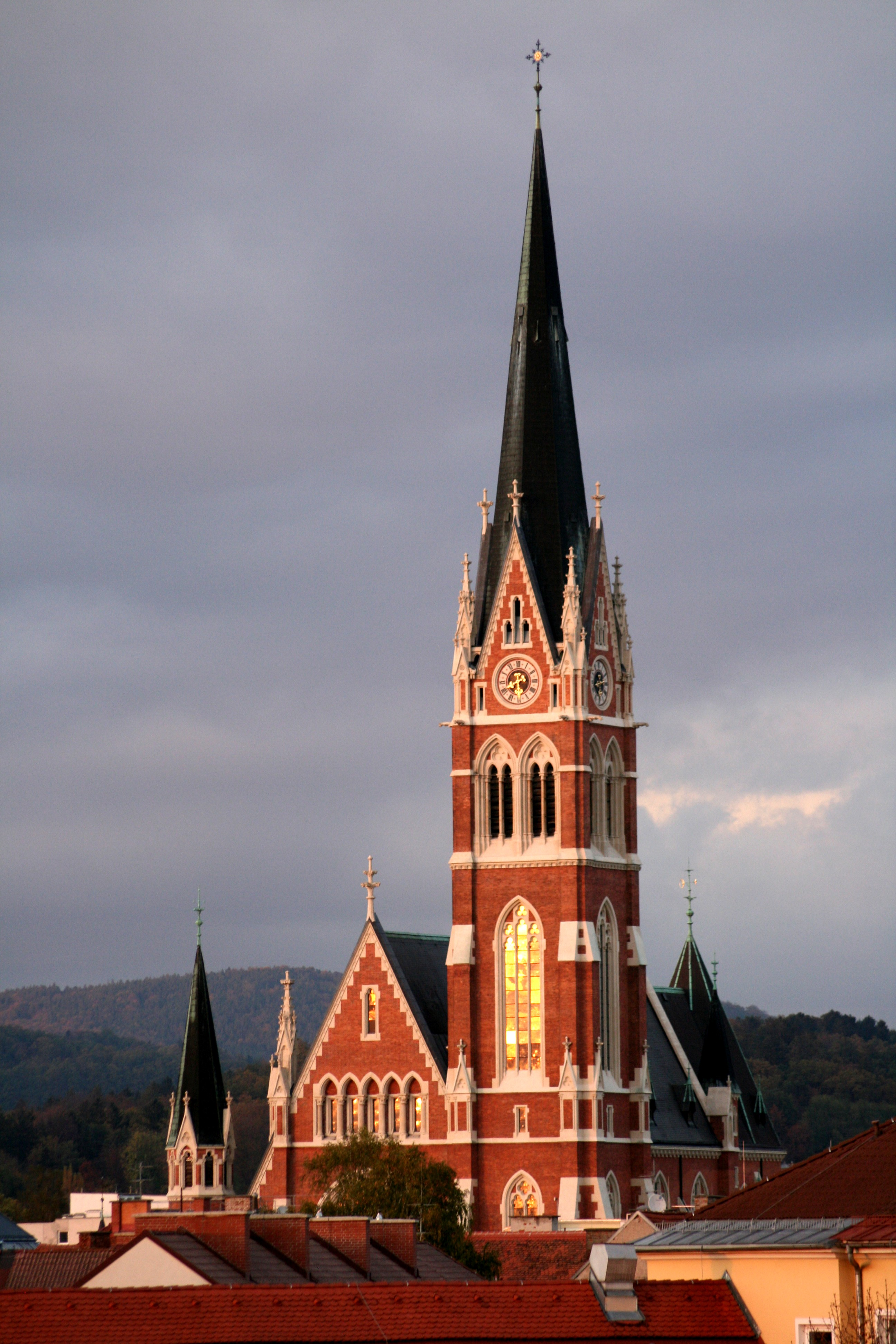
Herz-Jesu-Kirche in der Abendsonne

| Oberkirche  | Schiffbreite | 13 m    |
|             | Schifflänge  | 43,5 m  |
|             | Gesamtlänge  | 62 m    |
|             | Scheitelhöhe | 24 m    |
| Unterkirche | Breite       | 13 m    |
|             | Länge        | 47 m    |
|             | Scheitelhöhe | 6 m     |
| Turmhöhe    |              | 109,6 m |